# Kilbotn
Kilbotn est une localité du comté de Troms, en Norvège.

## Géographie
Administrativement, Kilbotn fait partie de la kommune de Harstad.